# 포틀랜드 팀버스 (2001년)
포틀랜드 팀버스(Portland Timbers)는 USSF 디비전 2 프로패셔널 리그에 소속된 미국의 프로축구단으로 오리건주 포틀랜드을 연고지로 하고 있으며 PGE 파크를 홈 경기장으로 사용하고 있다. 2001년부터 2010년까지 리그 참가했다.한국인선수는정의찬이다